# Wandersaibling
Der Wandersaibling (Salvelinus alpinus), auch Arktischer Saibling genannt, ist eine Fischart aus der Familie der Lachsfische (Salmonidae), die zirkumpolar in zahlreichen arktischen Süßgewässern vorkommt. Er lebt im Norden Skandinaviens, auf Island, in Nordrussland, in Nordsibirien, Alaska, Kanada und Grönland, sowie auf Jan Mayen, Spitzbergen, Kolgujew, der Bäreninsel und auf Nowaja Semlja. Trotz seines wissenschaftlichen Namens kommt er nicht in den Alpen vor.

## Merkmale
Wandersaiblinge werden 40 bis 107 Zentimeter lang und erreichen ein Maximalgewicht von 15 kg. Ihre Färbung ist hoch variabel und abhängig von der Region, der Jahreszeit und dem Alter. Der Rücken ist in der Regel dunkel, oft bräunlich und manchmal mit einem grünlichen Einschlag. Die Flanken sind heller als der Rücken, der Bauch ist blass. Die Körperseiten und der Rücken sind mit rosa bis roten Flecken übersät, wobei die größten Flecken entlang der Seitenlinie gewöhnlich größer sind als die Pupille der Augen. Die Vorderränder von Brust- und Bauchflossen, der Afterflosse und manchmal auch die Ober- und Unterkante der Schwanzflosse sind weiß. Die Flossen der Jungfisch sind blass, bei ausgewachsenen Tieren sind Rücken- und Schwanzflosse dunkel. Bei laichbereiten Exemplaren, insbesondere bei laichbereiten Männchen, sind auf der Bauch sowie die Brust- und Bauchflossen und die Afterflosse leuchtend orangerot bis hellrot gefärbt.
Morphometrie:
- Flossenformel: Dorsale iv–v/8–16, Anale iii–iV/7–15, Caudale 19.
- Kiemenrechen: 23–32.
- Pylorusschläuche: 37–75.
- Wirbel: 62–68.

## Lebensraum und Lebensweise

Das zirkumpolare Verbreitungsgebiet des Wandersaiblings

Der Wandersaibling kommt küstennah im Meer, in Flussmündungen, Flüssen und Seen mit kaltem, klarem Wasser vor. In größeren Seen hält er sich vor allem in tiefen Regionen auf. Es gibt sowohl anadrome Populationen, die ihr Leben im Meer verbringen, zum Laichen allerdings die Flüsse hinauf wandern, als auch stationäre Populationen, die ihr gesamtes Leben in einem See oder einem Fluss verbringen. Wandersaiblinge ernähren sich von planktonischen Krebstieren, Flohkrebsen, Weichtieren, Insekten und Fischen. Männchen sind in der Regel territorial, geben ihre Revier in der Fortpflanzungszeit aber auf. Abgelaicht wird auf kiesigem bis steinigem Grund in eine vom Weibchen durch Schwanzschläge errichtete Grube fast zu jeder Tageszeit in Seen oder in Flüssen mit langsamer Strömung, einige Wanderpopulationen laichen jedoch auch in schnell fließenden Gewässern. Das Ablaichen kann bis zu fünfmal wiederholt werden, bevor das Weibchen beginnt, die Eier zu bedecken. Männchen paaren sich oft nacheinander mit mehreren Weibchen.

## Systematik

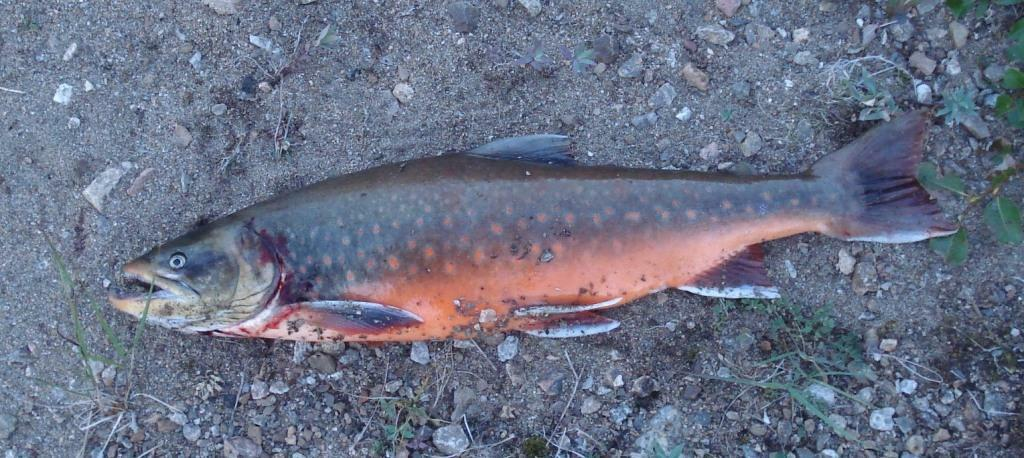
Ein Wandersaibling aus dem Saglek-Fjord (Labrador)

Seine erste wissenschaftliche Bezeichnung erhielt der Wandersaibling 1758 durch den schwedischen Naturforscher Carl von Linné (Salmo alpinus). Die Gattung der Saiblinge (Salvelinus) wurde 1836 durch den schottischen Zoologen John Richardson eingeführt. Lange Zeit galten der Wandersaibling und der im Alpenraum lebende Seesaibling (Salvelinus umbla) als konspezifische Arten und die Bezeichnung Salvelinus alpinus galt auch für die Saiblinge des Alpenraums. Erst 2009 wurde durch die Ichthyologen Maurice Kottelat und Jörg Freyhof die Bezeichnung Salvelinus umbla für die Saiblinge des Alpenraums bestätigt, da Louis Agassiz, der erste Revisor dieser Fische, den Namen Salvelinus umbla verwendete. Heute werden Seesaibling und Wandersaibling als zwei unterschiedliche Arten angesehen und die Bezeichnung Salvelinus alpinus gilt nur noch für die arktischen Saiblinge.